# Народний хурал Бурятії
Наро́дний Хура́л Респу́бліки Буря́тія (НХ РБ, бур. Буряад Уласай Арадай Хурал) — законодавчий (представницький) орган державної влади Республіки Бурятія, постійний вищий орган законодавчої влади Республіки Бурятія.
Згідно з Конституцією Республіки Бурятія, Народний Хурал складається із 66 депутатів. Вибори проводяться за змішаною системою: половина депутатів (33) обираються за пропорційною системою, інша (33) — за одномандатними виборчими округами на основі мажоритарної системи. Депутати обираються строком на п'ять років.
Вибори призначаються Народним Хуралом не менш ніж за три місяці до закінчення строку повноважень депутатів. Право висування кандидатів надається політичним партіям і безпосередньо виборцям.
Першим Головою парламенту було обрано Михайла Інокентійовича Семенова. На разі він єдиний, хто пропрацював на цій посаді два повні строки поспіль.

## Історія
22 лютого 1994 року Верховна Рада Республіки Бурятія ухвалила нову Конституцію Республіки Бурятія, за якою найвищим постійно чинним представницьким і єдиним державним органом законодавчої влади республіки став Народний Хурал.
Народний Хурал Республіки Бурятія створено 19 липня 1994 року на першій сесії Хуралу з Центрального виконавчого комітету Бурят-Монгольської АРСР/Бурятської АРСР (4 грудня 1923 року — 19 липня 1994 року). Він є правонаступником Верховної Ради Республіки Бурятія.

## Структура
- Комітет із соціальної політики;
- Комітет з економічної політики в промислово-аграрному секторі, використання природних ресурсів, екології та торгівлі;
- Комітет із бюджету, податків, фінансів і банків;
- Комітет із державного устрою, місцевого самоврядування, законодавства, законності та правопорядку;
- Комітет із міжнародних і регіональних зв'язків, національних питань, справ громадських організацій та релігійних об'єднань.

Комітети утворюються постановою НХ РБ на строк повноважень НХ відповідного скликання.
7 вересня 1995 року ухвалено Закон Республіки Бурятія «Про Рахункову палату Народного Хуралу Республіки Бурятія». Рахункова палата — постійний орган державного фінансового контролю, утворений Народним Хуралом і підзвітний йому.

## Голови
| Скликання | Голова                         | Період керівництва               | Зображення |
| --------- | ------------------------------ | -------------------------------- | ---------- |
| 1         | Михайло Інокентійович Семенов  | 21 липня 1994 — 5 липня 1998     |            |
| 2         | Михайло Інокентійович Семенов  | 20 липня 1998 — 23 червня 2002   |            |
| 3         | Олександр Гомбоєвич Лубсанов   | 22 липня 2002 — 2 грудня 2007    |            |
| 4         | Матвій Матвійович Гершевич     | 11 грудня 2007 — 8 вересня 2013  |            |
| 5         | Матвій Матвійович Гершевич     | 17 вересня 2013 — 23 квітня 2015 |            |
| 5         | Цирен-Даші Ердинійович Доржієв | 28 серпня 2015 — 19 вересня 2018 |            |
| 6         | Володимир Анатолійович Павлов  | 19 вересня 2018 — донині         |            |

26 лютого 2015 року депутати Народного Хуралу натиснули на спікера Матвія Гершевича, поставивши на порядок денний чергової сесії Хуралу питання про усунення голови Хуралу з займаної посади шляхом голосування. Внаслідок цього Гершевич ухвалив рішення про добровільне та дострокове припинення своїх повноважень у квітні 2015 року.